# Les Loges (Calvados)
Les Loges és un municipi francès situat al departament de Calvados i a la regió de Normandia. L'any 2007 tenia 136 habitants.

## Demografia

### Població
El 2007 la població de fet de Les Loges era de 136 persones. Hi havia 48 famílies de les quals 12 eren unipersonals (12 dones vivint soles i 12 dones vivint soles), 12 parelles sense fills i 24 parelles amb fills.
La població ha evolucionat segons el següent gràfic:
Habitants censats

### Habitatges
El 2007 hi havia 56 habitatges, 47 eren l'habitatge principal de la família, 7 eren segones residències i 1 estava desocupat. Tots els 56 habitatges eren cases. Dels 47 habitatges principals, 33 estaven ocupats pels seus propietaris i 14 estaven llogats i ocupats pels llogaters; 2 tenien dues cambres, 5 en tenien tres, 6 en tenien quatre i 34 en tenien cinc o més. 42 habitatges disposaven pel capbaix d'una plaça de pàrquing. A 16 habitatges hi havia un automòbil i a 30 n'hi havia dos o més.

### Piràmide de població
La piràmide de població per edats i sexe el 2009 era:
| Homes | Edats   | Dones |
| ----- | ------- | ----- |
| 0     | 95 o +  | 0     |
| 0     | 90 a 94 | 0     |
| 0     | 85 a 89 | 0     |
| 4     | 80 a 84 | 0     |
| 0     | 75 a 79 | 4     |
| 0     | 70 a 74 | 4     |
| 0     | 65 a 69 | 4     |
| 8     | 60 a 64 | 0     |
| 4     | 55 a 59 | 0     |
| 4     | 50 a 54 | 4     |
| 4     | 45 a 49 | 4     |
| 0     | 40 a 44 | 4     |
| 12    | 35 a 39 | 4     |
| 4     | 30 a 34 | 4     |
| 0     | 25 a 29 | 8     |
| 4     | 20 a 24 | 4     |
| 16    | 15 a 19 | 4     |
| 0     | 10 a 14 | 0     |
| 4     | 5 a 9   | 8     |
| 4     | 0 a 4   | 4     |

## Economia
El 2007 la població en edat de treballar era de 79 persones, 64 eren actives i 15 eren inactives. De les 64 persones actives 64 estaven ocupades (37 homes i 27 dones) i 1 aturada (1 dona i 1 dona). De les 15 persones inactives 6 estaven jubilades, 6 estaven estudiant i 3 estaven classificades com a «altres inactius».
Activitats econòmiques
Dels 5 establiments que hi havia el 2007, 2 eren d'empreses de construcció, 1 d'una empresa de comerç i reparació d'automòbils, 1 d'una empresa immobiliària i 1 d'una empresa de serveis.
Dels 2 establiments de servei als particulars que hi havia el 2009, 1 era una fusteria i 1 lampisteria.
L'any 2000 a Les Loges hi havia 18 explotacions agrícoles que ocupaven un total de 627 hectàrees.

## Poblacions més properes
El següent diagrama mostra les poblacions més properes.